# Eriocottis recticostella
Eriocottis recticostella är en fjärilsart som beskrevs av Caradja 1920. Eriocottis recticostella ingår i släktet Eriocottis och familjen Eriocottidae. Inga underarter finns listade i Catalogue of Life.